# 20197 Енрікез
20197 Енрікез (20197 Enriques) — астероїд головного поясу, відкритий 14 лютого 1997 року.
Тіссеранів параметр щодо Юпітера — 3,320.